# Belgorod oblast
Belgorod oblast (russisk: Белгоро́дская о́бласть, tr. Belgorodskaja oblast) er en af 46 oblaster i Den Russiske Føderation.. Oblasten har et areal på 27.134 km² og 1.482.025 (2025) indbyggere. Oblastens administrative center er placeret i byen Belgorod, der har 321.761 (2025) indbyggere. Andre større byer i oblasten er Staryj Oskol (russisk: Старый Оскол) med 215.937 (2025) indbyggere, Gubkin (russisk: Губкин) med 83.766 (2024) indbyggere og Sjebekino (russisk: Шебекино), der har 39.680 (2021) indbyggere.

## Geografi
Belgorod oblast er en del af den Centrale Sortjords økonomiske region og det Centrale føderale distrikt. Mod syd og vest grænser oblasten op til Luhansk, Kharkiv og Sumy oblaster i Ukraine, mod nord og nordvest til Kursk oblast og mod øst til Voronezj oblast. Den samlede længde af oblastens grænser er omkring 1150 km, hvoraf 540 km er grænse til Ukraine.
Oblasten strækker sig omkring 190 km fra nord til syd og omkring 270 km fra øst til vest. Belgorod oblast er beliggende på den sydvestlige og sydlige skråning af det russiske højland i Dnepr og Dons afvandingsområde, i den kupperede steppezone med en gennemsnitlig højde på 200 moh. Det højeste punkt, der er 277 moh, ligger i Prokhorovskij rajon. Det laveste punkt er i Oskols og Donets' floddale.